# Josef Jabor
Josef Jabor (* 22. August 1897; † unbekannt) war ein tschechoslowakischer Steuermann im Rudern.

## Biografie
Josef Jabor gewann bei den Europameisterschaften 1923, 1924 und 1932 mit dem tschechoslowakischen Achter und 1933 im Vierer mit Steuermann jeweils die Bronzemedaille. Zudem nahm er an den Olympischen Sommerspielen 1936 in Berlin teil. Zusammen mit František Maloň, Alfred Lerbletier, Jan Matoušek und Jaroslav Mysliveček bildete er die tschechoslowakische Crew, die in der Achter-Regatta startete. Das Boot schied im Halbfinale aus.